# Amalie von Lasaulx

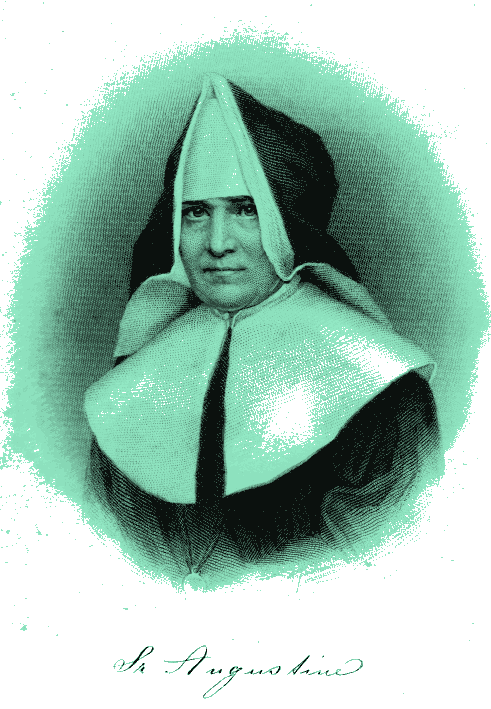
Amalie von Lasaulx, um 1860

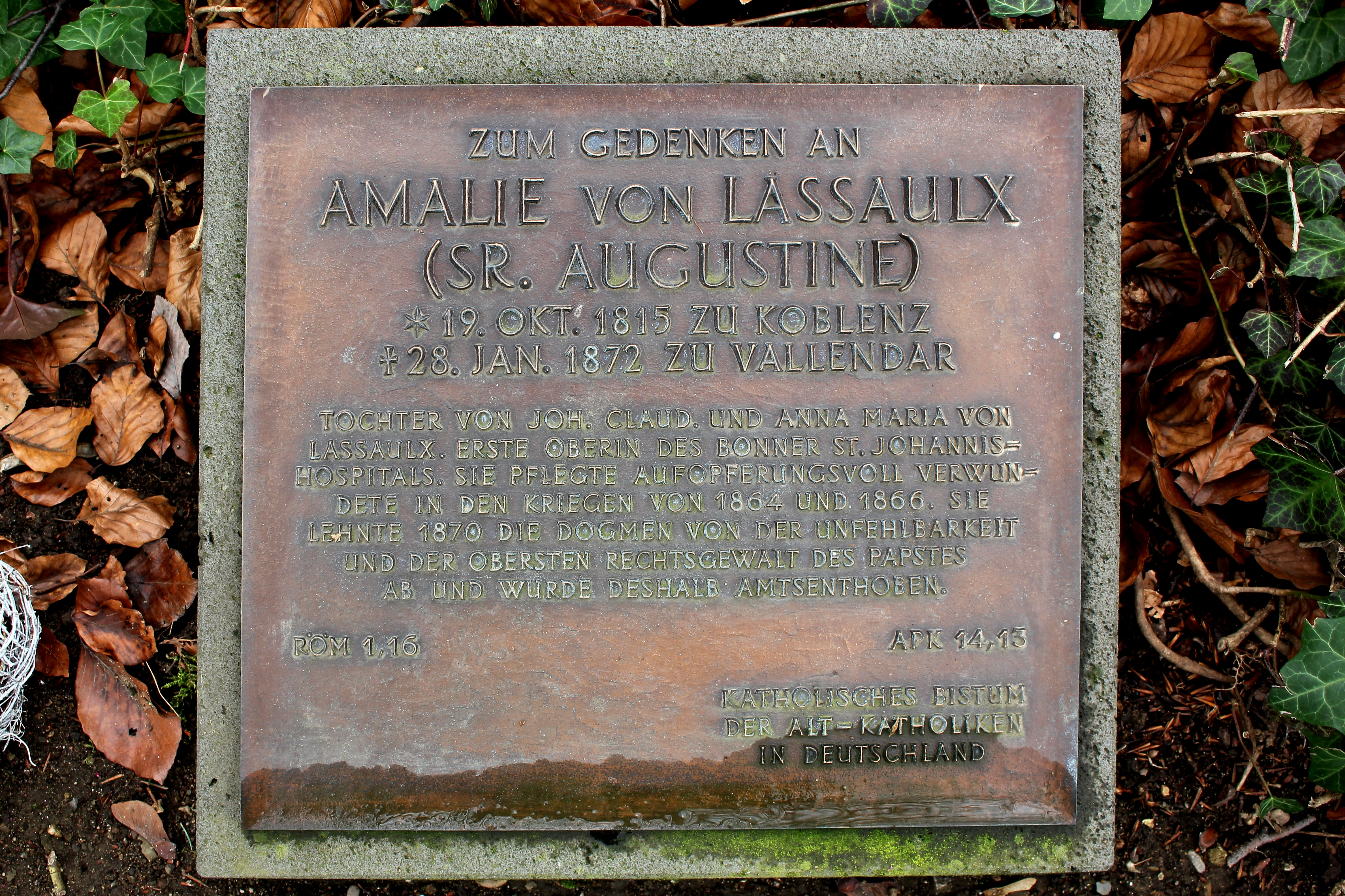
Gedenktafel auf dem Friedhof in Weißenthurm

Amalie von Lasaulx (auch Amalie von Lassaulx; * 19. Oktober 1815 in Koblenz; † 28. Januar 1872 in Vallendar) war Ordensschwester bei den Barmherzigen Schwestern (Borromäerinnen) und Oberin des Johanneshospitals in Bonn.

## Leben
Amalie von Lasaulx wurde am 19. Oktober 1815 in Koblenz als Tochter des Architekten Johann Claudius von Lassaulx geboren. Im Jahre 1840 trat sie dem Orden der Barmherzigen Schwestern (Borromäerinnen) bei und nahm den Ordensnamen „Schwester Augustine“ an. Ab 1849 wirkte sie als Oberin des Johanneshospitals in Bonn. Während der Kriege 1864 und 1866 pflegte sie Verwundete in Feldlazaretten in Schleswig und in Böhmen.
Als das Erste Vatikanische Konzil 1870 das Dogma der Unfehlbarkeit des Papstes in Glaubens- und Sittenfragen verkündete, hielt sie dies für unvereinbar mit ihrer katholischen Spiritualität. In ihrer Opposition wusste sie sich bestärkt von der Mehrheit der Professoren der Katholisch-Theologischen Fakultät der Universität Bonn, insbesondere Bernhard Josef Hilgers, Franz Heinrich Reusch und Joseph Langen, mit denen sie in regem geistigem Austausch stand. Da sie mit ihrer Einstellung nicht hinter dem Berg hielt und sich dabei immer wieder auf ihr Gewissen und die Hoffnung auf eine „bessere Zukunft der katholischen Kirche“ berief, wurde sie im November 1871 als Oberin des Johanneshospitals abgesetzt und, selbst bereits krank, in ein Ordenshaus nach Vallendar gebracht. Als sie sich standhaft weigerte, das neue Dogma anzuerkennen, wurde ihr der Empfang der Sakramente verweigert. Heimlich brachte ihr der Priester A. Hochstein, der sich zum alt-katholischen Glauben bekannte, die Sterbesakramente. Sie starb am 28. Januar 1872. Nach ihrem Tode wurde ihr auf Anordnung der Generaloberin symbolisch das Ordenskleid genommen und der Leichnam unter entwürdigenden Umständen in einem Nachen ohne jede Begleitung durch Ordensschwestern, Priester oder Angehörige auf die andere Rheinseite nach Weißenthurm verbracht, wo sie im Elterngrab bestattet werden sollte. Eilig zusammengerufene Freunde, darunter Ärzte, der Rendant und Dienstboten des Spitals sowie die alt-katholischen Mitglieder der Bonner Theologischen Fakultät gaben ihr das letzte Geleit.

## Wirkung
Amalie von Lasaulx lehnte das Papstdogma von 1870 ab, weil es ihrer auf Christus orientierten Spiritualität zuwiderlief, dass der Papst sich in solcher Weise zum Herrn der Kirche ausrufen ließ. Durch ihre tätige Nächstenliebe und ihre Standhaftigkeit, die weder Drohungen noch Repressalien brechen konnten, wurde sie zu einer Zeugin am Beginn der alt-katholischen Bewegung in Deutschland.